# Parochet

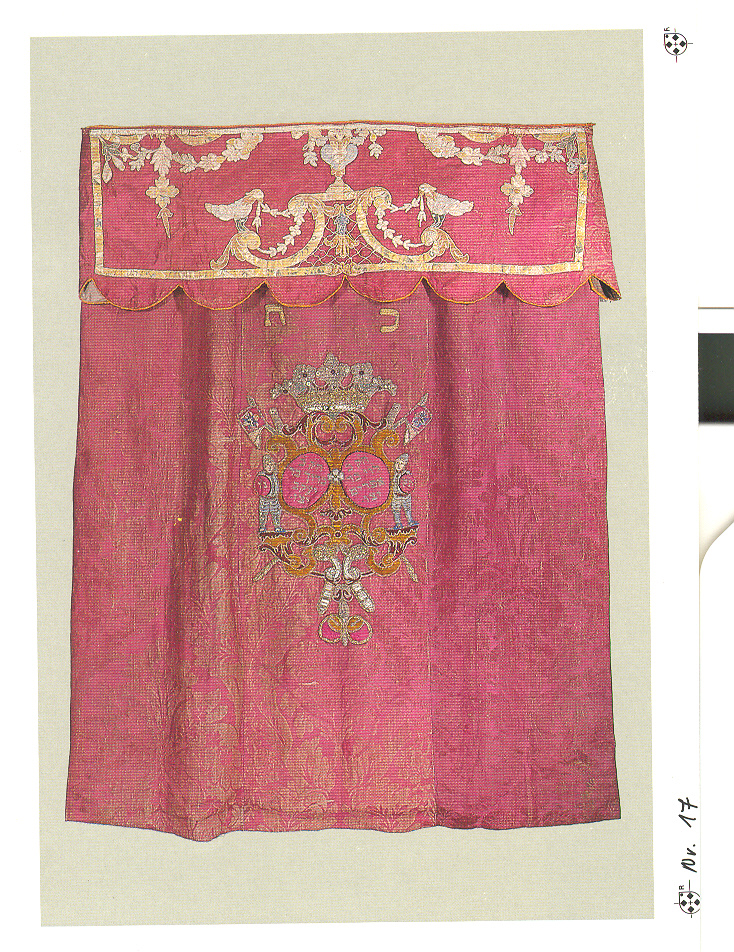
Toravorhang (mit Kapporet) aus dem Jahr 1797, Jüdisches Museum der Schweiz

Die Parochet (hebräisch פָּרֹכֶת, Parokhet oder bei aschkenasischer Aussprache Paroches, deutsch „Prachtvorhang“) ist der Vorhang vor dem Toraschrein in einer Synagoge, der die Torarollen verdeckt. Der Plural lautet Parochot. In aschkenasischen Synagogen befindet sich der oft reich verzierte Vorhang aus Samt, Seide, Leinen oder Brokat vor, in sephardischen und italienischen Synagogen hinter den Türen des Toraschreins. Eine dazu passende Schabracke (Kapporet, Foto) ergänzt oft die Parochet.

## Parochet im Jerusalemer Tempel

### Tanach
Als Parochet wird in Ex 26,31-33  der Vorhang bezeichnet, der laut biblischer Beschreibung im Zeltheiligtum (Mischkan) das ‚Heilige‘ vom Allerheiligsten trennte, in dem sich die Bundeslade befand. Der Vorhang soll gewebt werden aus „violettem und rotem Purpur, Karmesin und gezwirntem Byssus; wie Kunstweberarbeit soll er gemacht werden, mit Kerubim“ (Vers 31). Außerdem soll eine „Verhüllung“ den Eingang des Zeltheiligtums abdecken, eine Buntwirkerarbeit aus violettem und rotem Purpur, Karmesin und gezwirntem Byssus (Vers 36).
Im salomonischen Tempel erfüllten vergoldete hölzerne Türen mit Schnitzwerk die Funktion, das Allerheiligste abzutrennen (1 Kön 6,31 ). Auch die Tempelvision Ezechiels erwähnt Türen (Ez 41,23 ) und keinen Vorhang. Das Buch der Chronik enthält einen jüngeren Parallelbericht über Salomos Tempelbau. Hier wird ein Vorhang (Parochet) vor dem Allerheiligsten des Jerusalemer Tempels erwähnt, der von ähnlicher Machart wie jener des Zeltheiligtums gewesen sei (2 Chr 3,14 ).

### Hellenistisches Judentum
Jesus Sirach schrieb in seinem Lob des Hohepriesters Simon, dieser habe einen herrlichen Anblick geboten, wenn er „heraustrat aus dem Haus des Vorhangs“ und sich dem Volk zeigte (Sir 50,5 ).
Im Ersten Buch der Makkabäer wird die Plünderung des Jerusalemer Tempels unter Antiochos IV. beschrieben. Neben den goldenen Kultgeräten habe der Seleukidenherrscher „den Vorhang“ wegnehmen lassen (1 Makk 1,22 ). Nach den ersten Erfolgen des makkabäischen Aufstands wurde der Tempel neu geweiht. Dafür ließ Judas Makkabäus die goldenen Kultgeräte neu anfertigen und „die Vorhänge“ anbringen (1 Makk 4,51 ). Die uneindeutige Rede von mal einem Tempelvorhang, mal mehreren zieht sich durch die ganze weitere Literatur.
Flavius Josephus erwähnt im Bellum Iudaicum einen Vorhang vor dem Allerheiligsten und gibt eine eingehende Beschreibung des Prachtvorhangs, der den Eingang zum Tempelhaus (d. h. zum „Heiligen“) verdeckte:

„[Vor den großen vergoldeten Türflügeln] wallte ein gleich langer babylonischer Vorhang herab, bunt gestickt aus Hyazinth, Byssus, Scharlach und Purpur und wunderschön gewebt; die beziehungsreiche Mischung der Stoffe stellte ein Bild des Weltalls dar: Scharlach sollte das Feuer, Byssus die Erde, Hyazinth die Luft, Purpur das Meer andeuten, zwei der Stoffe durch ihre Farbe, Byssus und Purpur durch ihren Ursprung, indem jene die Erde, diesen das Meer erzeugt. Die Stickerei zeigte den Anblick des gesamten Himmels mit Ausnahme der Bilder des Tierkreises.“

Josephus zufolge handelte es sich um eine Art Bildteppich mit einer Darstellung des Himmels.

Bei der Beschreibung des Herodianischen Tempels in seinem später entstandenen Hauptwerk, den Antiquitates, ist dann aber von derartigen Prachtvorhängen im Plural die Rede:

„Die Thüren am Eingange mit den Oberschwellen waren wie das Innere des Heiligtums selbst mit bunten Vorhängen geschmückt, in welche purpurne Blumen und Säulen eingewebt waren.“

Im Jahr 70 n. Chr. wurde Jerusalem und der Tempel von römischen Truppen unter dem Befehl des Titus erobert und zerstört. Josephus erwähnte, dass „die purpurnen Vorhänge des Allerheiligsten“ nach dem Triumphzug im Palast des Kaisers Vespasian deponiert und aufbewahrt wurden.
Zur christlichen Rezeption dieses Motivs siehe den Artikel Tempelvorhang.

### Rabbinische Literatur
Bei den ab etwa 200 n. Chr. verschriftlichten Tempelbeschreibungen in Mischna, Tosefta und den Talmuden ist grundsätzlich zu bedenken, dass dies nicht einfach Erinnerungen an den Herodianischen Tempel vor seiner römischen Zerstörung sind, sondern gelehrte Rekonstruktionen, die Angaben aus der Hebräischen Bibel kombinieren, wobei die Tempelvision im Buch Ezechiel als Idealbild eines künftigen Tempels hinzugezogen wurde. Bezogen auf die Parochet ergibt sich folgendes Bild:
- Ein Vorhang vor dem Allerheiligsten (Mischna Schekalim V 1-2 und VIII 4; Mischna Menachot III 6; Mischna Middot I 1; eventuell Mischna Tamid VII 1);
- Zwei Vorhänge vor dem Allerheiligsten, die etwas versetzt so gehängt waren, dass sich eine Art Korridor, eine Elle breit, zwischen ihnen ergab. Auf diesem Weg zwischen den Vorhängen betrat der Hohepriester an Jom Kippur das Allerheiligste (Mischna Joma V 1; Tosefta Joma III 4; Babylonischer Talmud, Bava batra 3ab und Joma 51b).

Die rabbinische Literatur erörtert das Problem, dass beim Blutritual an Jom Kippur auch Blutstropfen an den Vorhang spritzen konnten, und beschreibt eine aufwändige Reinigung des Prachtvorhangs durch die Priester. Mehrfach wird erwähnt, der Vorhang sei eine Handbreit dick gewesen. Es gibt Informationen über die regelmäßige Neuanfertigung von Tempelvorhängen und eine „Kammer des Vorhangs“ auf dem Tempelgelände, in dem stets ein Ersatzvorhang bereit lag, wenn der Tempelvorhang zur Reinigung abgenommen werden musste. Die für den Tempel hergestellten, in regelmäßigen Abständen ausgetauschten Parochot waren vom Schaatnes-Gebot (Mischung von zweierlei Arten Lev 19,19 ) ausgenommen.

## Prachtvorhänge in Synagogen

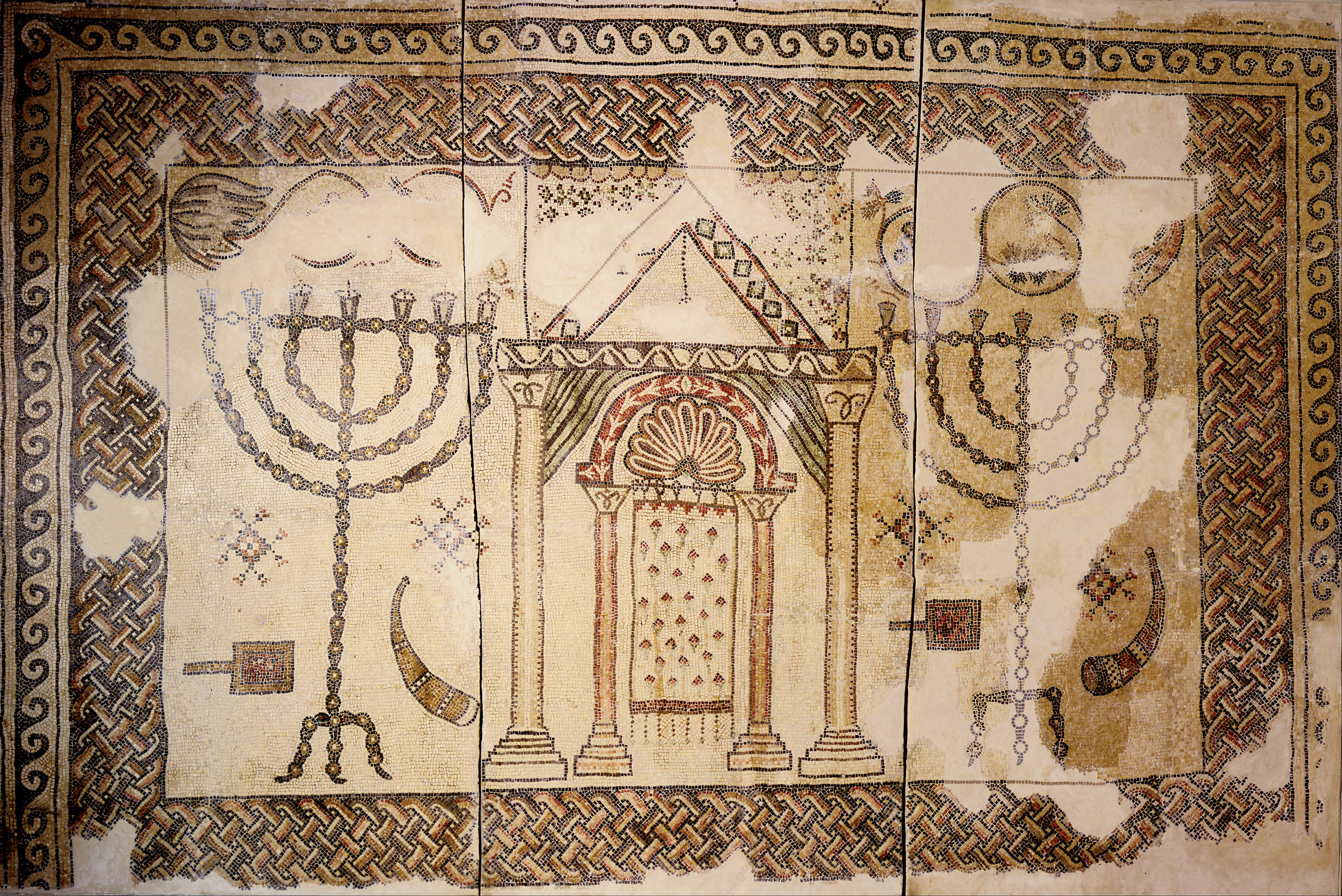
Toraschrein mit Parochet, gut erkennbar sind Aufhängung, Stoffmuster und Fransen des Vorhangs. Zentrales Motiv auf dem Bodenmosaik der Synagoge von Skythopolis, 5./7. Jahrhundert (Israel Museum).

Fußbodenmosaike aus byzantinischer Zeit belegen sowohl für jüdische als auch samaritanische Synagogen, dass ein Vorhang vor dem Schrein mit den Torarollen aufgehängt war. Mittels Schlaufen war er an einer zwischen zwei den Schrein flankierenden Säulen waagerecht angebrachten Stange befestigt. Der Vorhang konnte diesen Mosaiken zufolge floralen oder ornamentalen Schmuck aufweisen und an der Unterkante mit Fransen abschließen. Aus dieser Zeit ist kein Prachtvorhang erhalten.
Im Mittelalter begegnet die Parochet zunächst als Illustration in aschkenasischen Manuskripten aus Deutschland oder Italien. Obwohl solche Illustrationen selten sind, geht man doch davon aus, dass die Parochet in aschkenasischen Synagogen allgemein üblich war. Für den sefardischen Raum fehlt dagegen jeder Hinweis auf eine Parochet, der auf die Zeit vor der Vertreibung der Juden aus Spanien (1492) zurückreicht. Nach diesem Datum, also in der sefardischen Diaspora (besonders Italien), ist die Parochet dann als Vorhang hinter den Türen des Toraschreins bezeugt.
Die ältesten erhaltenen Exemplare von Parochot stammen aus dem späten 16. und frühen 17. Jahrhundert. Die Materialien und Schmuckmotive weisen eine große Vielfalt auf; generell wurden im jeweiligen Kulturkreis besonders kostbare Textilien gewählt, so zum Beispiel in bucharischen Gemeinden bunt bestickte usbekische Wandbehänge (Suzanis). Im Osmanischen Reich wurden Parochot gern aus Seide gefertigt, manchmal wurden seidene Frauenkleider zu Parochot umgearbeitet.

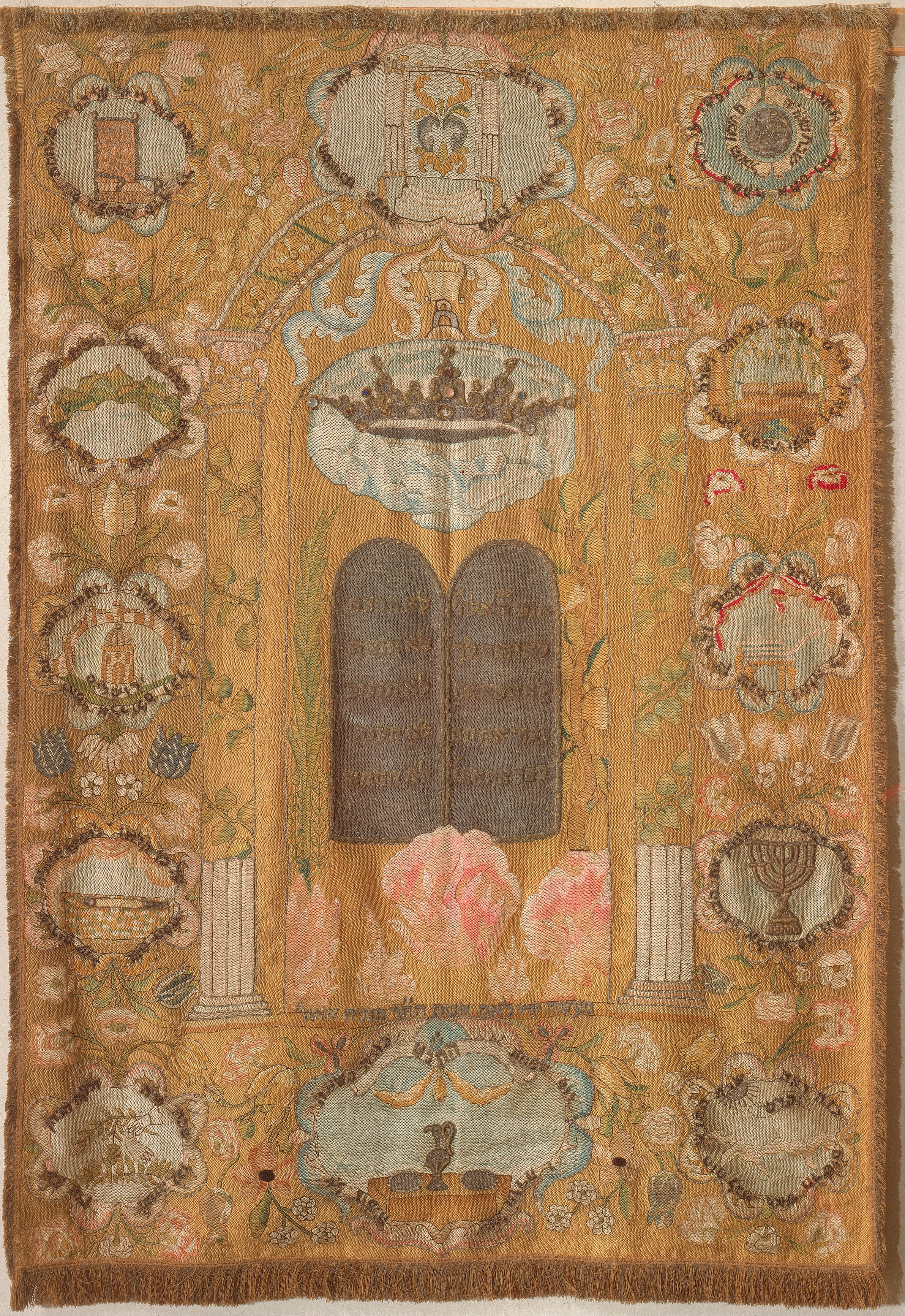
Parochet, Seide mit Metallfäden bestickt (Lea Ottolenghi, Venedig 1698/99, Jewish Museum)

Das Jüdische Museum in Prag besitzt einige der ältesten erhaltenen Parochot überhaupt. Die Motive und die Herstellungstechniken lassen darauf schließen, dass es einen Austausch mit Produzenten kirchlicher Textilien gab. Allerdings wurden Darstellungen von Personen auf synagogalen Textilien vermieden, im Gegensatz zur christlichen Kunst. Der älteste Prachtvorhang der Prager Sammlung wurde von Salomon Perlsticker 1547 gestiftet und 1592 überarbeitet. Die flache Appliqué-Stickerei dieses Vorhangs zeigt italienischen Einfluss und ist für die Gruppe der ältesten Prachtvorhänge typisch, bis dann mit dem Frühbarock die Verwendung von Gold- und Silberfäden aufkommt. Aufgrund dieser Metallfäden zeichnet die Parochot des 17. und 18. Jahrhunderts oft eine schimmernde Struktur aus.
Das Anfertigen von Parochot war in Italien ein Tätigkeitsfeld jüdischer Frauen; typisch sind die gestickten biblischen Szenen. In Deutschland fertigten Männer die Parochot an, die nur sehr selten biblische Szenen zeigen. Häufig findet man hier die beiden flankierenden Säulen des Salomonischen Tempels, Jachin und Boas, und darüber ein Löwenpaar, das eine Krone trägt. Parochot aus dem Osmanischen Reich zeigen manchmal Darstellungen des Jerusalemer Tempels oder des Tempelbergs.
In vielen Synagogen ist es üblich, während der Bußtage, der zehn Tage der Umkehr, zwischen Rosch ha-Schana und Jom Kippur die normalerweise farbige Parochet gegen ein weißes Exemplar auszutauschen. An Schawuot wird mancherorts eine grüne Parochet aufgehängt, und an Tischa beAv kann die Parochet schwarz sein oder aber als Zeichen der Trauer ganz fehlen.
Unter den Paramenten des Brandenburger Doms befindet sich eine Textilie (170,5 cm hoch, 91,5 cm breit), bei der aufgrund der Ikonografie vermutet wird, dass es sich um eine Parochet handelt, die im 19. Jahrhundert im Orient erworben wurde.

## Kapporet
Die Kapporet (Plural Kapporot) ist ein kurzer Gesimsvorhang, eine Schabracke, welche vor der Parochet aufgehängt wird und in Farbe, Material und Verzierung auf diese abgestimmt ist. In mittel- und osteuropäischen Synagogen sind Kapporot seit dem späten 17. Jahrhundert bezeugt. Sie nehmen Bezug auf einen Kultgegenstand namens Kapporet, den es der biblischen Beschreibung zufolge im Allerheiligsten des Mischkan gab und der sich dort als Deckplatte über der Bundeslade befand.
Außer passenden Bibelversen sieht man als Schmuckmotive auf Kapporot häufig Vögel oder andere geflügelte Wesen, die an die Cherubim der biblischen Kapporet erinnern. Die Sammlung des Jüdischen Museums in Prag zeigt, wie sich für die Kapporet in Böhmen seit dem Beginn des 18. Jahrhunderts eine eigene Ikonographie herausbildete. Dargestellt wurden Kultgeräte des Jerusalemer Tempels (was die Hoffnung auf dessen Wiederaufbau ausdrückte), oder das Motiv der drei Kronen, das eine Sentenz aus dem Mischna-Traktat Pirke Awot (4,17) aufgreift: „Es gibt drei Kronen, die Krone der Torah, die Krone der Priesterwürde und die Königskrone, aber die Krone eines guten Namens überragt sie“.